# Championnat de France des rallyes 2003
Navigation
Édition précédente Édition suivante
Seconde et dernière Saison avec deux championnats. Le championnat Super 1600 (censé être une "vitrine" prend l'eau. Retrait de Ford, implication "semi-officielle" de Citroën pousseront la fédération a réunifier les deux compétitions. Dès 2004, le Championnat de France des rallyes retrouvera sa forme initiale : ouverts aux WRC et entièrement asphalte.

## Championnat «Super 1600»
Ce championnat a vu la domination implacable des Renault Clio officielles de Simon Jean-Joseph et du champion sortant Brice Tirabassi. Si le pilote martiniquais remporte le championnat, son coequipier peut se consoler avec la victoire en JWRC. Quatre victoires pour "Jean-Jo" , trois pour Tirabassi, les "Clio boys" ont pratiquement tout raflés ! Seul le Rallye du Rouergue échappera à leurs griffes au profit de Cédric Robert qu'il'avait d'ailleurs remporté l'an dernier dans le cadre du championnat asphalte.

## Réglementation "Super 1600"
voici quelques points principaux de la réglementation du championnat "Super1600":
- Barème des points :

Les points sont toujours et uniquement attribués au scratch mais le barème a évolué. Il est désormais calqué sur celui de la Formule 1.
| Place   | 1er | 2e | 3e | 4e | 5e | 6e | 7e | 8e |
| ------- | --- | -- | -- | -- | -- | -- | -- | -- |
| Général | 10  | 8  | 6  | 5  | 4  | 3  | 2  | 1  |

Les deux moins bons résultats sont décomptés. Il faut impérativement conduire une "Super 1600" pour marquer des points. Les points marqués sont ceux correspondant à la place des pilotes de "Super 1600". Ceux ne conduisant pas de "Super 1600" (formule de promotion par exemple) ne manquent donc pas. L'inscription coute 200 €.
- Véhicules admis :

Autos conformes à la réglementation technique en cours des groupes A et groupes N. La cylindrée est limitée à 1 600 cm3.
- Handicap-Poids :

le principe de lest suivant les résultats vue en 2002 n'est pas reconduit.
- Reconnaissances :

Limité à 3 passages sur asphalte et 1 sur la terre.

### Calendrier "Super 1600" 2003
| N° | Dates                     | Rallye                    | Vainqueur         | Copilote               | Voiture            |
| 1  | 11 avril-13 avril         | Rallye Lyon-Charbonnières | Simon Jean-Joseph | Jack Boyère            | Renault Clio S1600 |
| 2  | 2 mai-4 mai               | Terre de l'Auxerrois      | Simon Jean-Joseph | Jack Boyère            | Renault Clio S1600 |
| 3  | 23 mai-25 mai             | Rallye Alsace-Vosges      | Brice Tirabassi   | Jacques-Julien Renucci | Renault Clio S1600 |
| 4  | 27 juin-29 juin           | Rallye du Rouergue        | Cédric Robert     | Gérald Bedon           | Peugeot 206 S1600  |
| 5  | 19 juillet-19 juillet     | Rallye d'Ile-de-France    | Simon Jean-Joseph | Jack Boyère            | Renault Clio S1600 |
| 6  | 19 septembre-21 septembre | Terre des Cardabelles     | Brice Tirabassi   | Jacques-Julien Renucci | Renault Clio S1600 |
| 7  | 10 octobre-13 octobre     | Rallye du Touquet         | Brice Tirabassi   | Jacques-Julien Renucci | Renault Clio S1600 |
| 8  | 21 novembre-23 novembre   | Rallye du Var             | Simon Jean-Joseph | Jack Boyère            | Renault Clio S1600 |

### Classement au championnat "Super 1600"
| Place | Pilote                  | Voiture            | 1   | 2   | 3   | 4   | 5   | 6   | 7   | 8   | Points |
| ----- | ----------------------- | ------------------ | --- | --- | --- | --- | --- | --- | --- | --- | ------ |
| 1er   | Simon Jean-Joseph       | Renault Clio S1600 | 1er | 1er | 2e  | 2e  | 1er | 5e  | 3e  | 1er | 48     |
| 2e    | Brice Tirabassi         | Renault Clio S1600 | 4e  | 2e  | 1er | 4e  | ab  | 1er | 1er | 4e  | 43     |
| 3e    | Cédric Robert           | Peugeot 206 S1600  | ab  | 4e  | 5e  | 1er | 7e  | 7e  | 2e  | ab  | 30     |
| 4e    | Bryan Bouffier          | Peugeot 206 S1600  | 2e  | 6e  | 8e  | ab  | 4e  | 4e  | ab  | 2e  | 29     |
| 5e    | Jean-François Bérenguer | Renault Clio S1600 | 3e  | 7e  | ab  | 3e  | 6e  | 2e  | ab  | 7e  | 26     |
| 6e    | Emmanuel Guigou         | Renault Clio S1600 | ab  | 5e  | 14e | 5e  | 3e  | 3e  | 4e  | ab  | 25     |
| 7e    | Noël Tron               | Citroën Saxo S1600 | 6e  | ab  | 9e  | 7e  | 2e  | 6e  | ab  | ab  | 16     |
| 8e    | Eddie Mercier           | Renault Clio S1600 |     |     | 4e  | 6e  |     |     | 5e  |     | 12     |
| 9e    | Marc Amourette          | Citroën Saxo S1600 | 5e  | 3e  |     |     |     |     |     |     | 10     |
| 10e   | Julien Pressac          | Renault Clio S1600 | 8e  | 12e | 7e  | 9e  | 8e  |     |     |     | 6      |

## Championnat «Asphalte»
Le championnat asphalte a vu une lutte tout aussi intense entre les deux principaux protagoniste de 2002 : Le champion sortant Benoît Rousselot sur une Subaru Impreza WRC et son dauphin Alexandre Bengué sur une Peugeot 206 WRC. Alexandre Bengué prend sa revanche sur la saison passée. Malgré un abandon en début de saison, il remporte le championnat en signant quatre succès de rang.

### Réglementation championnat "Asphalte"
voici quelques points principaux de la réglementation :
- Barème des points :

Les points sont attribués au scratch et à la classe selon le système suivant :
| Place   | 1er | 2e | 3e | 4e | 5e | 6e | 7e | 8e | 9e | 10e |
| ------- | --- | -- | -- | -- | -- | -- | -- | -- | -- | --- |
| Général | 20  | 15 | 12 | 10 | 8  | 6  | 4  | 3  | 2  | 1   |
| Classe  | 10  | 8  | 6  | 4  | 2  |    |    |    |    |     |

Sur six manches, les cinq meilleurs résultats sont retenues. Il faut être inscrit au championnat pour marquer des points. Les points marqués sont ceux correspondant à la place réelle (les pilotes non-inscrit ne sont pas décomptabilisés). L'inscription au championnat coute 200 €.
- Véhicules admis :

Autos conformes à la réglementation technique en cours des groupes A/FA (y compris les WRC et les Kit-Car) , N/FN, F/F2000 et GT de série.
- Pneumatiques :

Ils sont limités à un quota de 14 pneus par épreuves. le système ATS (anti-crevaison) est interdit.
- Parcours

Le kilométrage total chronométré doit être compris entre 140 et 240 km. Le nombre de passage dans une épreuve spéciale est limité à 4. Un rallye doit être composé d'au minimum 10 épreuves chronométrés.
- Reconnaissances :

Elles sont limités à 4 passages par épreuves chronométrés.

### Calendrier "Asphalte" 2003
| N° | Dates                     | Rallye                       | Vainqueur        | Copilote          | Voiture            |
| 1  | 4 avril-6 avril           | Rallye Cœur de France        | Benoît Rousselot | Gilles Mondésir   | Subaru Impreza WRC |
| 2  | 9 mai-11 mai              | Rallye des Vins-Mâcon        | Alexandre Bengué | Caroline Escudéro | Peugeot 206 WRC    |
| 3  | 25 juillet-27 juillet     | Rallye de la Montagne Noire  | Alexandre Bengué | Caroline Escudéro | Peugeot 206 WRC    |
| 4  | 5 septembre-7 septembre   | Rallye du Mont-Blanc         | Alexandre Bengué | Caroline Escudéro | Peugeot 206 WRC    |
| 5  | 26 septembre-28 septembre | Rallye d'Automne-La Rochelle | Alexandre Bengué | Caroline Escudéro | Peugeot 206 WRC    |
| 6  | 14 novembre-16 novembre   | Critérium des Cévennes       | Benoît Rousselot | Gilles Mondésir   | Subaru Impreza WRC |

### Classement au championnat "Asphalte"
| Place | Pilote             | Voiture                            | 1   | 2   | 3   | 4   | 5   | 6   | Points |
| ----- | ------------------ | ---------------------------------- | --- | --- | --- | --- | --- | --- | ------ |
| 1er   | Alexandre Bengué   | Peugeot 206 WRC                    | ab  | 1er | 1er | 1er | 1er | 2e  | 143    |
| 2e    | Benoît Rousselot   | Subaru Impreza WRC                 | 1er | 2e  | 2e  | ab  | 2e  | 1er | 129    |
| 3e    | Jean-Marie Cuoq    | Citroën Xsara Kit-Car              | 2e  | ab  | 3e  | 2e  | 4e  | 3e  | 114    |
| 4e    | Gilles Nantet      | Porsche 911                        | 3e  | 5e  | 4e  | 5e  | ab  | ab  | 80     |
| 5e    | Jean-Pierre Landon | Peugeot 306 Maxi                   | ab  | 7e  | 5e  | 4e  | 6e  | 11e | 70     |
| 6e    | Xavier Lemonnier   | Mitsubishi Lancer Evo VII Gr N     | 6e  |     | 11e | 6e  | ab  | 10e | 63     |
| 7e    | Michel Bonfils     | Peugeot 306 Maxi                   | 4e  | 6e  | 8e  | ab  | ab  | 6e  | 59     |
| 8e    | Franck Daniel      | Hommell Berlinette RS2 Gr GT       | 13e | 15e | 16e | 10e | 8e  | ab  | 55     |
| 9e    | Philippe Lasserre  | Fiat Cinquecento Sporting Gr F2000 | 40e | 67e | 54e | 66e | 46e |     | 50     |
| 10e   | Jérôme Galpin      | Subaru Impreza WRC                 | ab  | 3e  | 7e  | ab  | 3e  | ab  | 46     |
| 10e   | Vincent Humeau     | Hommell Berlinette RS2 Gr GT       | 15e | 19e | 18e | 15e | ab  | 15e | 46     |

## Autres championnats/coupes sur asphaltes
- Championnat de France des Rallyes-S1600 "Marques" :
  - 1er  Renault avec 116pts
  - 2e  Peugeot avec 68pts

- Championnat de France des Rallyes-S1600 "Promotion"  :
  - 1er  Emmanuel Guigou sur Renault Clio S1600 avec 25pts
  - 2e  Eddie Mercier sur Renault Clio S1600 avec 12pts
  - 3e  Fabien Véricel sur Renault Clio S1600 avec 6pts

- Championnat de France des Rallyes-Copilotes Asphalte :
  - 1er  Caroline Escudéro avec 143pts
  - 2e  Gilles Mondésir avec 129pts
  - 3e  Guilhem Zazurca avec 114pts

- Coupe Peugeot 206 : 
  - 1er  Nicolas Vouilloz avec 105pts
  - 2e  Loic Chatillon avec 110pts
  - 3e  Shaun Gallagher avec 92pts

- Challenge Citroën Saxo :
  - 1er  Patrick Henry avec 240pts
  - 2e  Gérald Lonjard avec 176pts
  - 3e  Yoann Bonato avec 152pts